# Daontesia mielchei
Daontesia mielchei är en havsanemonart som beskrevs av Oscar Henrik Carlgren 1956. Daontesia mielchei ingår i släktet Daontesia och familjen Bathyphellidae. Inga underarter finns listade i Catalogue of Life.